# Conothele limatior
Conothele limatior là một loài nhện trong họ Ctenizidae.
Loài này thuộc chi Conothele. Conothele limatior được miêu tả năm 1908 bởi Wladislaus Kulczynski.